# Judge Dredd (film)
Judge Dredd är en amerikansk action-science fiction-film som hade biopremiär i USA den 30 juni 1995, i regi av Danny Cannon, med Sylvester Stallone i huvudrollen.

## Handling
Det finns inga mer advokater, inga mer rättegångar. Det finns inget behov: Judge Dredd, den mest legendariska och respekterade av framtidspoliserna sk. Judges. En Judge (Domare) är både domare och bödel. Han är lagen. Dredd möter nya faror när han märker att lagen är korrupt och att det konspireras inifrån rättssystemet. Han blir ditsatt för mord. Med hjälp av Judge Hershey och småbrottslingen Fergie måste Dredd slå sin väg ur orättvisorna och rädda staden från sin hemska nemesis Rico.

## Om filmen
Filmen är baserad på en brittisk tecknad serie med samma namn. Den utspelar sig i en framtid med utbredd brottslighet och där poliserna samtidigt är domare.

## Rollista (i urval)
- Sylvester Stallone - Judge Joseph Dredd
- Diane Lane - Judge Hershey
- Armand Assante - Rico
- Rob Schneider - Herman Ferguson
- Jürgen Prochnow - Judge Griffin
- Max von Sydow - Chief Justice Fargo
- Joan Chen - Ilsa
- Joanna Miles - Judge Evelyn McGruder
- Balthazar Getty - Olmeyer
- Maurice Roëves - Warden Miller
- Ian Dury - Geiger
- Christopher Adamson - Mean Machine
- Ewen Bremner - Junior Angel
- Peter Marinker - Judge Esposito
- Angus MacInnes - Judge Silver

### Fotnoter
1. ↑  ”Judge Dredd” (på engelska). Box Office Mojo. 30 juni 1995. http://www.boxofficemojo.com/movies/?id=judgedredd.htm. Läst 1 oktober 2016.